# برف‌پیما (فیلم)
برف پیما (The Snow Walker) فیلمی است به کارگردانی چارلز مارتین اسمیت که در سال ۲۰۰۳ میلادی ساخته و پخش شده است.

## داستان فیلم
خطر لو رفتن داستان....
چارلی به همراه دختری بومی محل‌های سردسیر شمال از هواپیمایی که سقوط کرده جان سالم به در می‌برند و برای رهایی از گمشدگی تلاش می‌کنند. در اواخر تلاش دختر (کانانا) می‌میرد و چارلی عاقبت راه را پیدا می‌کند.

## بازیگران
- بری پیپر
- Annabella Piugattuk در نقش کانانا (Kanaalaq)